# IBM HTTP Server
IBM HTTP Server（IBM HTTPサーバー、IHS)は、IBMが提供しているWebサーバー（HTTPサーバー）。

## 概要
IHSは、Apacheソフトウェア財団のApache HTTP ServerをベースにIBMがカスタマイズしたHTTPサーバーで、メインフレームからx86システムまでのクロスプラットフォームで稼働する。バージョンにもよるが主な稼働環境は以下である。
- UNIX (AIX, HP-UX, Solaris), Linux
- Microsoft Windows
- IBM i (OS/400, i5/OS)
- z/OS (OS/390)

IHSはWebSphere Application Server (WAS) の一部（コンポーネント）として提供されており、WASのライセンスを持っている場合は、WASの一部としてIBMがサポートしている。
IHSは単独のソフトウェア製品としては販売されておらず、バージョンによっては無料でダウンロードして使用する事もできるが、その場合はIBMからのサポートを受けることはできない。
Apache HTTP ServerからのIBMによる拡張には、サポートするプラットフォームにもよるが、以下のようなものがある。
- WebSphere 管理コンソールのサポート
- 複数のプラットフォームへの一貫したインストールを可能にするIBM InstallShield
- キャッシュ・アクセラレータのFast Response Cache Accelerator (FRCA)
- セキュリティに関する機能追加（Serverヘッダーの抑制や、TRACEの無効化などを行う追加のディレクティブの提供など）
- WASと連携するためのPluginモジュール

## バージョン
- IBM HTTP Server V1.3.12 （2000年8月） - WebSphere Application Server V3.5に同梱。Apache 1.3ベース。
- IBM HTTP Server V1.3.19 （2001年6月） - WebSphere Application Server V4.0に同梱
- IBM HTTP Server V1.3.26（2003年1月） - WebSphere Application Server V5.0に同梱
- IBM HTTP Server V1.3.28（2004年1月） - WebSphere Application Server V5.1に同梱
- IBM HTTP Server V2.0.42（2003年1月） - WebSphere Application Server V5.0に同梱。Apache 2.0ベース。
- IBM HTTP Server V2.0.47（2004年1月） - WebSphere Application Server V5.1に同梱
- IBM HTTP Server V6.0 （2005年2月） - WebSphere Application Server V6.0に同梱。Apache 2.0.47ベース[3]。IHSのバージョン番号がWASに揃えられた。
- IBM HTTP Server V6.1 （2006年6月） - WebSphere Application Server V6.1に同梱。Apache 2.0.47ベース。
- IBM HTTP Server V7.0 （2008年10月） - WebSphere Application Server V7.0に同梱。Apache 2.2.8ベース。
- IBM HTTP Server V8.0 （2011年4月） - WebSphere Application Server V8.0に同梱。Apache 2.2.8ベース。

## 参照
1. ↑  【FAQ】 IBM HTTP Serverのプロダクト・ライフサイクル
2. ↑  HTTP Server の主な相違
3. ↑  【FAQ】 IBM HTTP Server(IHS)が対応するApacheのバージョン